# Rémi Lainé
Pour les articles homonymes, voir Lainé.
Rémi Lainé, né le 6 août 1963 à Montbéliard dans le département du Doubs, est un reporter, réalisateur et documentariste français.

## Biographie
Après une enfance passée en partie en Grèce et au Chili et deux ans au Centre universitaire de formation des journalistes (Cuej) de Strasbourg, il rejoint la rédaction locale du Pays de Franche-Comté (édition du journal L'Alsace) en 1983. Avec un autre journaliste, Jef Tombeur, il participe à diverses enquêtes, dont celles retraçant les braquages et évasions de Patrick Brice, dont il tire ultérieurement le sujet d'un film documentaire de 90 minutes coproduit par France 2 : La Belle et le braqueur, histoire d'un amour en dépit du bon sens. Il a également cosigné une longue enquête avec le journaliste-écrivain Jean-Pierre Perrin pour le journal Libération autour de la figure de Maurice Giboulet et d'une série de meurtres et d'exactions commis dans la région de Saint-Barthélémy (Haute Saône) au moment de l'épuration en août et septembre 1944.
En 1988, le réalisateur de télévision Daniel Karlin tourne à Belfort un épisode de sa série L'Amour en France, le portrait d'un homme condamné à la réclusion criminelle à perpétuité pour le meurtre de sa maîtresse. Rémi Lainé qui avait couvert l'affaire pour son journal est recruté comme « fixeur » par l'équipe de Karlin.
Son nom, apparu avec celui de Tony Lainé (sans lien de famille) au générique de documentaires, est bientôt associé à celui de Daniel Karlin. Il participe entre autres à la série Justice en France. L'équipe suit durant trois ans le parcours — du premier interrogatoire en garde à vue au verdict devant la cour d'assises du Nord — d'un jeune apprenti pâtissier accusé du meurtre du père de sa fiancée. Quatre films de la même série suivent le quotidien d'un juge pour enfants de Marseille, Patrick Véron. Rémi Lainé est également cosignataire de trois livres avec Daniel Karlin,  L'Affaire Chara, Justices en France (Le Seuil) et La Multinationale (Albin Michel).
À partir de 1997, Rémi Lainé poursuit en solo une carrière de réalisateur de documentaires qu'il démarre avec un film sur les abus sexuels en famille, L'Amour en souffrance. Cosigné avec la cinéaste Christine François, ce documentaire de 90 minutes suit les enquêtes d'un petit groupe de policiers affectés à la Brigade de protection des mineurs d'Évry. 
Il s'attache ensuite à la jeunesse avec une série coproduite en 2001 par France 2 sur le mode de vie et l'état d'esprit de la jeune génération, 20 ans le bel âge. Suit La Victoire en chantant, série pour Arte sur cinq groupes de musique qui préparent le Printemps de Bourges. Il signe ensuite Outreau, notre histoire, film dans lequel il suit le parcours de Sandrine et Franck Lavier, accusés dans l'affaire d'Outreau. 
De 2007 à 2010, à l'initiative de Jean Reynaud, ancien avocat devenu écrivain, il réalise un documentaire sur l'instruction du procès des responsables Khmers rouges au Cambodge : Une simple question de justice (en référence à une citation de Dostoïevski, Crime et châtiment) diffusé en avril 2012 sur Arte et édité dans un coffret Arte Video La Dictature des khmers rouges. 
En 2009, Rémi Lainé travaille en collaboration avec l'historienne Raphaëlle Branche pour la réalisation d'un documentaire sur l'embuscade de Palestro (où 21 rappelés français trouvèrent la mort le 18 mai 1956). Le film, tourné en France et en Algérie, Palestro, histoires d'une embuscade cosigné par Raphaëlle Branche a été diffusé par Arte pour le cinquantième anniversaire des accords d'Évian. Il entreprend en 2015 une nouvelle collaboration avec l'historienne pour un film cette fois co-produit par France3, Prisonniers du FLN - 1954-1962, adaptation du livre éponyme de Raphaelle Branche, paru aux éditions Payot. 
En 2011, Lainé adapte le récit de l'écrivain Sylvie Caster publié dans la revue XXI — avec laquelle il collabore régulièrement — sur l'affaire du docteur Maure, généraliste marseillais autoproclamé « meilleur chirurgien esthétique du monde », pour un 52 minutes coproduit par France 2 et cosigné avec Caster, Beautés Volées : retour sur l'affaire Maure. 
En 2012, il suit, dans le cadre d'un documentaire pour la chaîne Arte, la vie locale de Bugarach, petit village de l'Aude désigné par la rumeur comme étant le seul lieu préservé par l'apocalypse, prétendument prévue par le calendrier maya pour décembre 2012. L'idée est de prendre la rumeur à contre-pied et d'adopter le point de vue des villageois qui observent de chez eux la folie du monde.
En 2013, il s'attache au parcours de dix jeunes chanteurs lyriques recrutés par l'Opéra comique et entreprend la réalisation d'un documentaire international sur les droits de l'homme et l'homosexualité,.
Après un périple en Afrique pour remonter l'origine de la première transmission du VIH à l'homme, il entreprend une longue enquête internationale sur la base du livre de Dorothée Moisan, Rançon, enquête sur le business des otages et réalise pour Arte et une quinzaine de chaînes internationales un documentaire sur le Kidnap & Ransom, contrat d'assurance rentable et confidentiel qui garantit un ensemble de dédommagements en cas de prise d'otages.
Élu au conseil d'administration de La Scam, il en a assuré la présidence de juin 2021 à juin 2025.
Il anime des travaux dirigés au Centre des Arts de La Sorbonne (licence Esthétique et pratique du cinéma) et à la Fémis (écriture d'une série documentaire).

## Filmographie
- 1989-1991 : Les enfants du retour, 26 min, TF1 ; Les derniers rois de la rue, 26 min, TF1 ; Prisonnier perpétuel 26 min, TF1 ; Un restaurant comme les autres, 26 min, TF1
- 1990-1994 : Au sein de l'équipe de Daniel Karlin, Justice en France (10 × 90 min, France 2), La Multinationale (2 × 75 min, Arte)
- 1995 : Du côté de chez nous, avec Daniel Karlin, 10 × 60 min, France 2
- 1996 : Les raisins de la colère, avec Daniel Karlin, 4 × 90 min, France 2
- 1997 : L'Amour en souffrance, avec Christine François, 90 min, France 3
- 1998 : Serge Philippe, un fantôme dans la ville, avec Daniel Karlin, 90 min, France 2
- 1999 : Jeunes Errants, le temps d'une enfance, 60 min, France 3
- 2000 : Le Mal de grandir, avec Christine François, 60 min, France 3
- 2001 : La Belle et le Braqueur, un amour en dépit du bon sens, 90 min, France 2
- 2002-2003. Vingt ans le bel âge, 3 × 75 min, France 2
- 2004 : La Victoire en chantant, 5 × 26 min, Arte
- 2005 : Outreau, notre histoire, 60 min, France 5
- 2006 :  Délits Mineurs, 52 min, Arte
- 2007 : Indigènes Impact, 52 min, Canal Plus ; C'est le Printemps : une histoire du Printemps de Bourges, 60 min
- 2008 : Henri Leclerc, au nom de l'homme, 52 min, France 5, coll. « Empreintes » ; Isabel, mujer que se va, 26 min, Arte
- 2008-2010 : Khmers rouges, une simple question de justice, avec Jean Reynaud, 80 min, Arte
- 2009 : Jean-François Kahn, électron libre, avec Frank Eskenazi, 52 min, France 5, coll. « Empreintes »
- 2010 : Moustaki comme Ulysse, 52 min, France 5, coll. « Empreintes »
- 2011
  - Nés séropositifs : la vie devant soi, avec Delphine Vailly, 52 min, France 2, coll. « Infrarouge »[17]
  - Beautés volées : retour sur l'affaire Maure, avec Sylvie Caster, 52 min, France 2, coll. « Infrarouge »
  - Palestro, histoires d'une embuscade, avec Raphaëlle Branche, 90 min, Arte
- 2012 : Le Monde s'arrête à Bugarach, avec Nicolas d'Estienne d'Orves,  (52 min, Arte
- 2013 : Opéra comique, naissance d'une académie, 52 min, Arte
- 2013-2014 : Global Gay , avec Frédéric Martel, 80 min, France 5 — Grand Prix 2014 de l'Organisation mondiale contre la torture
- 2014-2015 : Prisonniers français du FLN (1954-1962), avec Raphaëlle Branche, 58 min, France 3
- 2015-2016 :  Sida, sur la piste africaine, 52 min, France 5
- 2016-2017 : La Rançon, adapté du livre Enquête sur le business des otages de Dorothée Moisan, 90 min, Arte
- 2017 : Il était une fois… Wall Street, 52 min, Arte, coll. « Un film Une époque » de Marie Genin et Serge July[18]
- 2019 : Devenir Instit, avec Emile Rabaté, 75 min, France 2 [19]
- 2020 : Pôle-emploi, être ou savoir-être, 55 min, France 3
- 2021 : Il était une fois... "Moi, Daniel Blake", sur le film sorti en 2016 de Ken Loach, 52 min, Arte[20]
- 2022 : Marcus Klingberg, un pur espion, avec Yaël Vidan, 72 min, Arte[21]
- 2023 : Tant qu'ils ne retrouvent pas le corps, avec Pascale Robert-Diard, série documentaire 3x52 min pour Arte[22]